# Perulibatrachus
Perulibatrachus is een geslacht van straalvinnige vissen uit de familie van kikvorsvissen (Batrachoididae). Het geslacht is voor het eerst wetenschappelijk beschreven in 1972 door Roux & Whitley.

## Soorten
- Perulibatrachus aquilonarius Greenfield, 2005
- Perulibatrachus elminensis (Bleeker, 1863)
- Perulibatrachus kilburni Greenfield, 1996
- Perulibatrachus rossignoli (Roux, 1957)